# Juneteenth
Juneteenth, también conocido como Día de la Liberación o Día de la Emancipación, es una festividad de los Estados Unidos que conmemora la emancipación de los afroestadounidenses esclavizados.
La efeméride se celebró por primera vez el 19 de junio de 1865, con motivo del primer aniversario de la abolición de la esclavitud en Texas; la fecha tejana ha sido utilizada desde 2021 como referencia para el reconocimiento de la festividad nacional. El nombre es un acrónimo de las palabras en inglés June (junio) y nineteenth (decimonoveno), la fecha de la celebración.
A nivel histórico, la abolición de la esclavitud en Texas no supuso una conquista nacional; la emancipación de la mayoría de esclavos afroestadounidenses en Estados Unidos ocurrió en diciembre de 1865 con la ratificación de la decimotercera enmienda. El final completo de la esclavitud tuvo lugar en agosto de 1866, cuando las autoridades estadounidenses obligaron a las tribus indígenas a firmar tratados para liberar a los miles de esclavos que aún mantenían.

## Historia
En el contexto de la Guerra de Secesión, el presidente Abraham Lincoln había abolido la esclavitud a través de la Proclamación de Emancipación del 1 de enero de 1863, por la que se cambiaba el estatus legal de todos los esclavos en el sur del país para liberarlos. El 19 de junio de 1865, el general Gordon Granger proclamaba oficialmente la libertad de todos los afroamericanos esclavizados de Texas, el último estado de la Confederación en ser derrotado y donde esa práctica aún era legal.
La legislación que prohibió la esclavitud a nivel nacional no entró en vigor hasta el 18 de diciembre de 1865, fecha en que se proclamó la decimotercera enmienda a la constitución de los EE. UU.  La entrada en vigencia ese día ilegalizó la esclavitud en los dos estados donde persistía: Kentucky y Delaware.
La comunidad religiosa afroestadounidense de Galveston (Texas) había celebrado el primer Juneteenth el 19 de junio de 1866 para conmemorar el aniversario de la abolición. A partir de la década de 1920 esta práctica comenzó a extenderse en otros estados del sur y Texas la asumió como feriado propio en 1938, con una legislación oficial a partir de 1980. Durante un tiempo la celebración se vio eclipsada por el movimiento por los derechos civiles, pero en los años 1970 volvió a recuperarse como una reivindicación de la cultura afroestadounidense y el sentimiento de comunidad. Algunas tradiciones incluyen la lectura pública de la Proclamación de Emancipación, el canto de espirituales —como Swing Low, Sweet Chariot y Lift Every Voice and Sing—, la celebración de ferias gastronómicas, y la promoción de obras creadas por autores afroamericanos. Con el paso del tiempo, el Juneteenth ha sido reconocido oficialmente por la mayoría de estados excepto Dakota del Sur.
El 17 de junio de 2021, bajo la presidencia de Joe Biden, el gobierno de los Estados Unidos firmó una ley que reconocía al Juneteenth como feriado nacional, el primero desde la aprobación del Día de Martin Luther King Jr. en 1983.
El Juneteenth es celebrado también en México por los mascogos, un grupo afromexicano descendiente de los semínolas negros que habían huido de Estados Unidos en 1852.